# Краљане
Краљане (алб. Kralan) је насељено место у општини Ђаковица, на Косову и Метохији. Према попису становништва из 2011. у насељу је живело 1.153 становника.

## Становништво
Према попису из 2011. године, Краљане има следећи етнички састав становништва:
| Националност | 2011.          |
| Албанци      | 1.153 (100,0%) |
| Укупно       | 1.153          |

| Демографија | Демографија | Демографија |
| Година      | Становника  | Становника  |
| ----------- | ----------- | ----------- |
| 1948.       | 575         |             |
| 1953.       | 622         |             |
| 1961.       | 732         |             |
| 1971.       | 997         |             |
| 1981.       | 1.195       |             |
| 1991.       | 1.208       |             |
| 2011.       | 1.153       |             |